# Cúp quốc gia Scotland 1978–79
Cúp quốc gia Scotland 1978–79 là mùa giải thứ 94 của giải đấu bóng đá loại trực tiếp uy tín nhất Scotland. Chức vô địch thuộc về Rangers khi đánh bại Hibernian trong 2 lần đấu lại Chung kết.

## Vòng Một
| Đội nhà              | Tỉ số | Đội khách            |
| -------------------- | ----- | -------------------- |
| Dunfermline Athletic | 2 – 2 | Albion Rovers        |
| Falkirk              | 2 – 0 | Keith                |
| Gala Fairydean       | 1 – 3 | Cowdenbeath          |
| Meadowbank Thistle   | 1 – 1 | Inverness Caledonian |
| Threave Rovers       | 0 – 2 | East Stirlingshire   |
| Vale of Leithen      | 1 – 4 | Forfar Athletic      |

### Đấu lại
| Đội nhà              | Tỉ số | Đội khách            |
| -------------------- | ----- | -------------------- |
| Albion Rovers        | 2 – 3 | Dunfermline Athletic |
| Inverness Caledonian | 0 – 3 | Meadowbank Thistle   |

## Vòng Hai
| Đội nhà            | Tỉ số | Đội khách            |
| ------------------ | ----- | -------------------- |
| Inverness Thistle  | 0 – 4 | Falkirk              |
| Forfar Athletic    | 1 – 2 | Berwick Rangers      |
| East Stirlingshire | 2 – 3 | Spartans             |
| Cowdenbeath        | 0 – 0 | Alloa Athletic       |
| Peterhead          | 2 – 3 | Queen’s Park         |
| East Fife          | 2 – 1 | Brechin City         |
| Meadowbank Thistle | 2 – 1 | Stenhousemuir        |
| Stranraer          | 1 – 1 | Dunfermline Athletic |

### Đấu lại
| Đội nhà              | Tỉ số | Đội khách   |
| -------------------- | ----- | ----------- |
| Dunfermline Athletic | 1 – 0 | Stranraer   |
| Alloa Athletic       | 2 – 0 | Cowdenbeath |

## Vòng Ba
| Đội nhà              | Tỉ số | Đội khách          |
| -------------------- | ----- | ------------------ |
| Dundee United        | 0 – 2 | St Mirren          |
| Dundee               | 1 – 0 | Falkirk            |
| Dumbarton            | 1 – 0 | Alloa Athletic     |
| Greenock Morton      | 1 – 1 | St Johnstone       |
| Stirling Albion      | 0 – 2 | Partick Thistle    |
| Ayr United           | 4 – 0 | Queen of the South |
| Rangers              | 3 – 1 | Motherwell         |
| Clyde                | 1 – 5 | Kilmarnock         |
| Clydebank            | 3 – 3 | Queen’s Park       |
| Meadowbank Thistle   | 2 – 1 | Spartans           |
| Montrose             | 2 – 4 | Celtic             |
| Dunfermline Athletic | 1 – 1 | Hibernian          |
| Raith Rovers         | 0 – 2 | Hearts             |
| Arbroath             | 0 – 1 | Airdrieonians      |
| East Fife            | 0 – 1 | Berwick Rangers    |
| Hamilton Academical  | 0 – 2 | Aberdeen           |

### Đấu lại
| Đội nhà      | Tỉ số | Đội khách            |
| ------------ | ----- | -------------------- |
| St Johnstone | 2 – 4 | Greenock Morton      |
| Hibernian    | 2 – 0 | Dunfermline Athletic |
| Queen’s Park | 0 – 1 | Clydebank            |

## Vòng Bốn
| Đội nhà            | Tỉ số | Đội khách       |
| ------------------ | ----- | --------------- |
| Dundee             | 4 – 1 | St Mirren       |
| Hearts             | 1 – 1 | Greenock Morton |
| Celtic             | 3 – 0 | Berwick Rangers |
| Dumbarton          | 3 – 1 | Clydebank       |
| Partick Thistle    | 3 – 0 | Airdrieonians   |
| Aberdeen           | 6 – 2 | Ayr United      |
| Meadowbank Thistle | 0 – 6 | Hibernian       |
| Rangers            | 1 – 1 | Kilmarnock      |

### Đấu lại
| Đội nhà         | Tỉ số | Đội khách |
| --------------- | ----- | --------- |
| Greenock Morton | 0 – 1 | Hearts    |
| Kilmarnock      | 0 – 1 | Rangers   |

## Tứ kết
| Đội nhà   | Tỉ số | Đội khách       |
| --------- | ----- | --------------- |
| Aberdeen  | 1 – 1 | Celtic          |
| Dumbarton | 0 – 1 | Partick Thistle |
| Hibernian | 2 – 1 | Hearts          |
| Rangers   | 6 – 3 | Dundee          |

### Đấu lại
| Đội nhà | Tỉ số | Đội khách |
| ------- | ----- | --------- |
| Celtic  | 1 – 2 | Aberdeen  |

## Bán kết
| Partick Thistle | 0 – 0 | Rangers |
| --------------- | ----- | ------- |
|                 |       |         |

| Hibernian                                | 2 – 1 | Aberdeen            |
| ---------------------------------------- | ----- | ------------------- |
| Gordon Rae 37' · Ally McLeod 43' (ph.đ.) |       | Steve Archibald 28' |

### Đấu lại
| Rangers | 1 – 0 | Partick Thistle |
| ------- | ----- | --------------- |
|         |       |                 |

## Chung kết
| Rangers | 0 – 0 | Hibernian |
| ------- | ----- | --------- |
|         |       |           |

### Đấu lại
| Rangers | 0 – 0 | Hibernian |
| ------- | ----- | --------- |
|         |       |           |

### Đấu lại lần 2
| Rangers                                | 3 – 2 | Hibernian                   |
| -------------------------------------- | ----- | --------------------------- |
| Derek Johnstone · Arthur Duncan (o.g.) |       | Tony Higgins · Ally MacLeod |

## Sự kiện
Lễ bốc thăm trận đấu ở vòng Hai giữa Inverness Thistle và Falkirk ban đầu thi đấu ngày 8 tháng 1 năm 1979, nhưng bị hoãn 29 lần vì thời tiết khắc nghiệt. Trận đấu cuối cùng cũng được diễn ra vào ngày 22 tháng Hai.